# Síndrome do nevo displásico
Síndrome do nevo displásico, também denominada sindrome do melanoma familiar ou melanoma maligno familiar é uma condição cutânea descrita em determinadas famílias, e caracterizada por nevos invulgares e múltiplos melanomas hereditários.